# John Arthur (Boxer)
John Duncan Arthur (* 29. August 1929 in Springs; † 19. Mai 2005 in White River) war ein südafrikanischer Schwergewichtsboxer.

## Amateur
Duncan gewann 1948 bei den Olympischen Spielen in London die Bronzemedaille im Schwergewicht.

## Profi
1949 wurde er Profi und gewann seine ersten sechzehn Kämpfe, davon vierzehn durch K. o.
Sein erster Titelkampf war am 13. Oktober 1952 der Kampf um den Commonwealth-Titel im Schwergewicht. Sein Gegner, der Brite John Williams, siegte jedoch durch technischen K. o. in der siebten Runde. Auch der zweite Versuch, diesen Titel zu gewinnen, scheiterte: Am 30. Januar 1954 unterlag er dem Briten Don Cockell nach Punkten.
1953 wurde er südafrikanischer Meister im Schwergewicht. Diesen Titel konnte er insgesamt fünfmal verteidigen. Für die zweite Titelverteidigung benötigte er gegen Jack Kukard am 15. Juni 1953 gerade einmal 63 Sekunden. Der bekannteste Gegner seiner Profikarriere war George Chuvalo, dem er in dessen fünften Profikampf 1956 als Aufbaugegner diente.
Seinen letzten Kampf absolvierte er am 11. Mai 1957 gegen seinen Landsmann Bud Walker. Arthur gewann den Kampf in der dritten Runde durch technischen K. o. Danach trat er als ungeschlagener Südafrika-Meister von der Boxbühne ab.
Im Mai 2005 starb er einige Monate vor seinem 76. Geburtstag in White River, Mpumalanga, Südafrika.